# Pseudochelonarium hirsutum
Pseudochelonarium hirsutum is een keversoort uit de familie Chelonariidae. De wetenschappelijke naam van de soort is voor het eerst geldig gepubliceerd in 1916 door Pic.